# 泥江町
泥江町（ひじえちょう）は、かつて愛知県名古屋市中村区に存在した地名である。

## 地理
中村区名駅四丁目北東角に「泥江町」という交差点がある。東西方向の愛知県道68号名古屋津島線（通称：桜通）と南北方向の名古屋市道江川線（通称：江川線）が交差する地点であるが、ここから南西方向へと斜めに名古屋市道泥江町線（通称：泥江町通）が伸びている。この道路を中心に設定されていた町が泥江町であり、東は泥江町交差点から、西は名駅通との交差点付近までがその町域であった。西側から順に1丁目・2丁目・3丁目が設置されていた。
西は笹島町、北は堀内町・米屋町、南は西柳町、東は花車町・小鳥町に接する。

## 歴史

### 町名の由来
「泥江」（ひじえ）は広井村の古称という。沖積低地を意味する「泥地」（ひじち）が語源とされ、後に「広江」「広井」へ転訛したと言われている。平安末期成立の『尾張国内神名帳』（甚目本）には「従三位 泥江縣天神」の名が見え、地名は古くから存在したらしい。

### 行政区画の変遷
当地は元々愛知郡広井村に属する地域であったが、名古屋駅（1886年（明治19年）設置）へ通ずる駅前道路が1885年（明治18年）ごろに完成すると町ができた。1889年（明治22年）7月1日、広井村の一部をもって「泥江町」が設置され、同時に設置された周辺の笹島町・北禰宜町とともに当時の名古屋区に属し、さらに同年10月1日の市制施行で名古屋市泥江町となった。ただし泥江町の起立時期を1898年（明治31年）とする資料もある。1908年（明治41年）4月1日の区制実施（4区制）では西区に属し、1944年（昭和19年）2月11日には中村区へと編入された。
泥江町は名古屋駅の東、柳橋中央市場のある西柳町の北に立地することから通運会社・倉庫会社・トラック会社などが集まった。1937年（昭和12年）に名古屋駅が北へ移転すると泥江町の道路は裏通りとなるが、戦後になると中経ビル（中部経済新聞社ビル＝1962年（昭和37年）完成）をはじめオフィスビル建設が進んだ。
1977年（昭和52年）10月23日、中村区名駅一丁目・三丁目・四丁目にそれぞれ編入され泥江町の町名は消滅した。

## 交通

### 現在の交通機関
名古屋市営地下鉄桜通線 国際センター駅周辺が該当する。

### 市電
名古屋市電に町名が付された「泥江町」という停留場があった。柳橋方面から明道町・浄心町方面へ至る路線の途中にあり、市道江川線上、泥江町交差点を挟んで南側に北行線の、北側に南行線の停留場がそれぞれ立地した。泥江町停留場は1901年（明治34年）2月19日の押切線開通に伴い設置。路線廃止に伴い1971年（昭和46年）4月1日付で廃止された。